# Красна Горка (Полевський міський округ)
Кра́сна Го́рка (рос. Красная Горка) — селище у складі Полевського міського округу Свердловської області.
Населення — 402 особи (2010, 394 у 2002).
Національний склад станом на 2002 рік: росіяни — 87 %.